# Egyptiska förtjänstorden

Ordens tecken

Egyptiska förtjänstorden (arabiska: وسام الاستحقاق) är en egyptisk utmärkelse som instiftades år 1953 av kung Fuad II. Den utdelas för värdefull tjänst för staten. Mottagaren behöver inte vara egyptisk medborgare.
Förtjänstorden består av fem grader.
- I graden
- II graden
- III graden
- IV graden
- V graden